# George Norman Albree
George Norman Albree (ur. 1888, zm. 1986) – amerykański wynalazca i projektant samolotów z początkowego okresu XX wieku. Wszystkie zaprojektowane przez Albreego samoloty używały rzadko wówczas używanej konfiguracji jednopłata. Jego maszyny charakteryzował także nowatorski all flying tail - do kierowania samolotem poruszał się cały ogon, a nie tylko płaszczyzny sterowe.
Ukończył Amherst College w 1911 i Dartmouth College rok później.
Zaprojektowane samoloty:
- Albree-Timson Model U Scout - wodnosamolot
- Albree –Timson Model G Scout
- Albree Model N-9 - niezrealizowany projekt
- Albree Model N-12A - niezrealizowany projekt
- Albree Model S - niezrealizowany projekt
- Pigeon-Fraser Scout
- Albree Model PG Pursuit